# دورا و شهر گمشده طلایی
دورا و شهر گمشده طلایی (انگلیسی: Dora and the Lost City of Gold) یک فیلم در ژانر ماجراجویی به کارگردانی جیمز بابین است که در سال ۲۰۱۹ منتشر شد.

## بازیگران
- ایزابلا مونر
- اوگینو دربز
- تمورا موریسون
- اوا لونگوریا
- کیوریانکا کیلچر
- مایکل پنیا